# Terrazas Rosas y Blancas

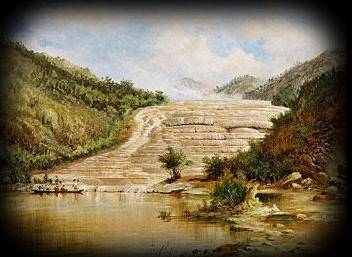
Terrazas Rosas

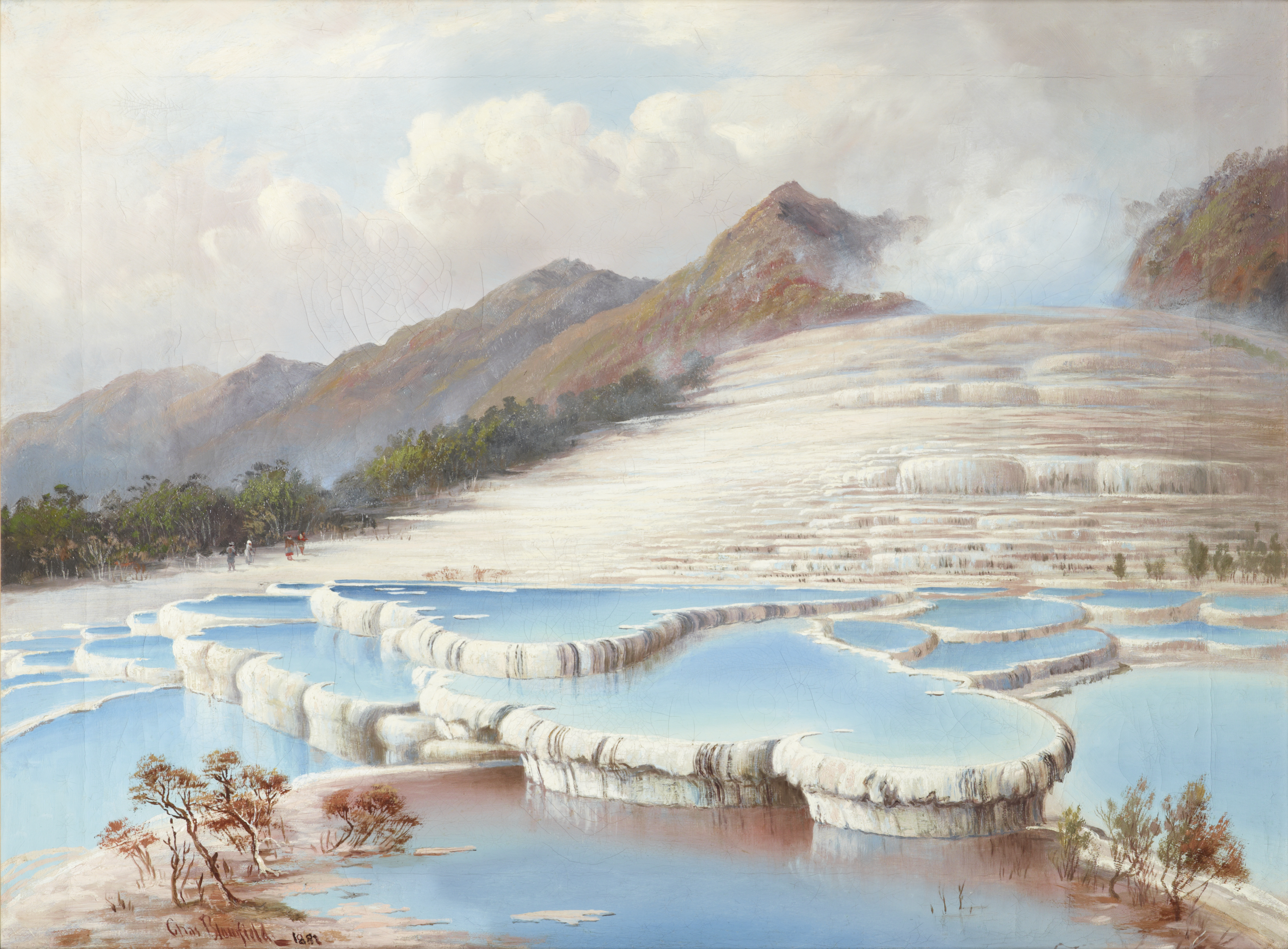
Terrazas Blancas

Las Terrazas Rosas y Blancas, en idioma inglés Pink and White Terraces y en idioma maorí Otukapuarangi (fuente del cielo nuboso) y Te Tarata, fue un monumento natural neozelandés destruido por la erupción volcánica del Monte Tarawera en 1886.
Este monumento presentaba cierta similitud al Pamukkale de Turquía donde grandes cantidades de bicarbonato de calcio fueron arrastradas por el agua caliente y precipitaron en forma de carbonato cálcico formando extensas capas de caliza y travertino.
Las terrazas se encontraban en los bordes del lago Rotomahana cerca de Rotorua y fueron la atracción turística más famosa de Nueva Zelanda en los años 1880, cuando el país era todavía relativamente inaccesible y se necesitaban varios meses en barco de vela para llegar. El 10 de junio de 1886 la erupción del Monte Tarawera las destruyó completamente dejando un cráter de 100 metros de profundidad en su ubicación. Años después quedó rellenado por el agua del lago Rotomahana.